# Экада 70
Пшеница 'Экада 70' — сорт мягкой яровой пшеницы.

## Происхождение
Сорт яровой пшеницы 'Экада 70' выведен в 2006 году селекционерами В. В. Сюковым (Самарский НИИ сельского хозяйства), В. Г. Захаровым (Ульяновский НИИ сельского хозяйства), В. Г. Кривобочек (Пензенский НИИ сельского хозяйства), В. И. Никоновым (БНИИСХ) методом индивидуального отбора из гибридной популяции, полученной скрещиванием сортов Волжанка, Hia 21677 и Лютесценс 9.
Сорт включен в Госреестр по Волго-Вятскому, Средневолжскому, Уральскому регионам в 2007 году.

## Характеристика сорта
Сорт относится к волжской лесостепной агроэкологической группе.
Стебель имеет высоту около 80—115 см. Колос белый, неопушённый, длиной 10—12 см. Зерно красное, яйцевидное.
Масса 1000 семян составляет 35—42 г. Содержание белка 12,4—14,5 %, клейковины 27—29 %.
Сорт устойчив к полеганию, поражению твёрдой головнёй, засухе, слабо поражается мучнистой росой.
Вегетационный период составляет около 80—95 дней. Средняя урожайность — 30 ц/га, максимальная — 49,7 ц/га.